# Mercure du XIXe siècle
Ne doit pas être confondu avec Mercure de France ou Mercure françois.
Le Mercure du dix-neuvième siècle, quelquefois appelé Le Mercure français du dix-neuvième siècle, est une revue littéraire française, fondée le 12 avril 1823.
Paraissant dans le format in-8°, il tirait son nom du Mercure de France, et prit d’ailleurs, au no 235, t. xix, le nom de Mercure de France du XIXe siècle. Il parut jusqu’en 1832.

## Historique
Édité par Henri de Latouche, à partir de 1825, assisté de Ader, Étienne, Jay, Tissot, Thiessé, Année, Bert, Berville, Bodin, Buchon, Châtelain, Dulaure, Dumoulin, Dupaty, Guadet, Jal, Lanjuinais, Cauchois-Lemaire, Moreau, Pagès, Picard, Saintine, Senancour, Thiers, Artaud, Ymbert, Lacroix, etc., le Mercure du XIXe siècle était une tentative, de la part de Latouche, de ranimer le Mercure de France, qui avait cessé de paraître en 1824. Il représentait, à ses débuts, la faction libérale du romantisme, représentée par les prosateurs.
Le Mercure du XIXe siècle était notable, à ses débuts, pour avoir publié des poètes et des auteurs du début du XIXe siècle, tels que Senancour, qui était plutôt un adversaire qu’un partisan du romantisme, et pour son opposition à la faction monarchique du romantisme, représentée par les poètes. Cette ligne éditoriale commencera à évoluer en 1827 et, deux ans, plus tard, Le Mercure du XIXe siècle aura complété sa mue, pour être considéré comme un organe romantique. L’artisan de la réconciliation, une fois que le Mercure aura commencé à se rapprocher des poètes romantiques, fut Lefèvre-Deumier.
Célèbre pour avoir appliqué le premier le terme de réalisme à la littérature en 1826, ce périodique ne s’occupait cependant pas que de littérature ; en effet, ce sujet constituait, au XIXe siècle, une couverture commode pour contourner la censure et parler de politique sans en avoir l’air. Toutes les occasions lui sont bonnes pour critiquer toute tentative de retour à l’ordre des choses d’avant la Révolution française.